# جرج گریلی
جرج گریلی (انگلیسی: George Greeley؛ ۲۳ ژوئیهٔ ۱۹۱۷ – ۲۶ مهٔ ۲۰۰۷) یک آهنگساز، نوازنده پیانو، رهبر ارکستر و تنظیم‌کننده موسیقی اهل ایالات متحده آمریکا بود.
از فیلم‌ها یا مجموعه‌های تلویزیونی که وی در آن‌ها نقش داشته است، می‌توان به مریخی محبوب من اشاره نمود.